# تاتسونوري إندو
تاتسونوري إندو (باليابانية: 遠藤 龍法) (مواليد 6 أكتوبر 1980)، هو لاعب كرة قدم سابق كان يلعب كمهاجم.